# Puebla de Albortón
Puebla de Albortón è un comune spagnolo di 138 abitanti situato nella comunità autonoma dell'Aragona.